# Introduction and Rondo Capriccioso
Introduction and Rondo Capriccioso, Op. 28 (tiếng Pháp: Introduction et Rondo capriccioso en la mineur, tiếng Việt: Introduction và Rondo Capriccioso) là tác phẩm mà nhà soạn nhạc người Pháp Camille Saint-Saëns viết cho violin và dàn nhạc giao hưởng. Tác phẩm được viết vào năm 1863 và được viết dành cho nhà soạn nhạc người Tây Ban Nha Pablo de Sarasate.